# Janusz Krampa
Janusz Krampa (ur. 23 czerwca 1951) – polski bokser, mistrz Polski.
Wystąpił w wadze muszej (do 51 kg) na pierwszych mistrzostwach Europy juniorów w 1970 w Miszkolcu, gdzie po wygraniu jednej walki przegrał w ćwierćfinale walkowerem z Dawidem Torosjanem ze Związku Radzieckiego.
Zdobył mistrzostwo  Polski w wadze piórkowej (do 57 kg) w 1975 oraz brązowy medal w wadze koguciej (do 54 kg) w 1972. Był również mistrzem Polski juniorów w wadze muszej w 1968. Zdobył drużynowe mistrzostwo Polski z Legią Warszawa w 1971.
W 1968 wystąpił w reprezentacji Polski w meczu z Anglią, wygrywając walkę w wadze koguciej. Dwukrotnie przegrał walki w reprezentacji Polski juniorów w 1968 i 1969.
Zwyciężył w wadze koguciej w Mistrzostwach Armii Zaprzyjaźnionych w Miszkolcu, a także w turnieju „Gryfa Szczecińskiego” w 1973, wygrywając w finale z Caczo Andrejkowskim z Bułgarii.